# Tour de Luxembourg
Tour de Luxembourg (oficiálně Škoda Tour Luxembourg) je etapový cyklistický závod konaný v Lucembursku. Od roku 2005 byl závod součástí UCI Europe Tour na úrovni 1.HC. Od roku 2020 je závod součástí UCI ProSeries. Závod byl v minulosti díky svému termínu na začátku června využíván jako příprava na červencovou Tour de France.
Posledním vítězem (k roku 2024) je Ital Tiberi Antonio z týmu Bahrain-Victorious.

## Seznam vítězů
| Rok  | Země               | Jezdec                   | Tým                     |
| ---- | ------------------ | ------------------------ | ----------------------- |
| 1935 | Lucembursko        | Mathias Clemens          |                         |
| 1936 | Lucembursko        | Mathias Clemens          |                         |
| 1937 | Lucembursko        | Mathias Clemens          |                         |
| 1938 | Belgie             | Lucien Vlaemynck         |                         |
| 1939 | Lucembursko        | Mathias Clemens          |                         |
| 1940 | Nejelo se          | Nejelo se                | Nejelo se               |
| 1941 | Lucembursko        | Christophe Didier        |                         |
| 1942 | Lucembursko        | François Neuens          |                         |
| 1943 | Lucembursko        | François Neuens          |                         |
| 1944 | Nejelo se          | Nejelo se                | Nejelo se               |
| 1945 | Lucembursko        | Jean Goldschmit          |                         |
| 1946 | Belgie             | Briek Schotte            |                         |
| 1947 | Lucembursko        | Mathias Clemens          |                         |
| 1948 | Lucembursko        | Jean Goldschmit          |                         |
| 1949 | Lucembursko        | Bim Diederich            |                         |
| 1950 | Belgie             | Isidoor De Ryck          |                         |
| 1951 | Lucembursko        | Marcel Ernzer            |                         |
| 1952 | Lucembursko        | Jeng Kirchen             |                         |
| 1953 | Belgie             | Robert Vanderstockt      |                         |
| 1954 | Lucembursko        | Jean-Pierre Schmitz      |                         |
| 1955 | Francie            | Louison Bobet            |                         |
| 1956 | Lucembursko        | Charly Gaul              |                         |
| 1957 | Francie            | Gérard Saint             |                         |
| 1958 | Lucembursko        | Jean-Pierre Schmitz      |                         |
| 1959 | Lucembursko        | Charly Gaul              |                         |
| 1960 | Lucembursko        | Marcel Ernzer            |                         |
| 1961 | Lucembursko        | Charly Gaul              |                         |
| 1962 | Belgie             | Jef Planckaert           |                         |
| 1963 | Belgie             | Yvo Molenaers            |                         |
| 1964 | Nizozemsko         | Arie den Hartog          |                         |
| 1965 | Spojené království | Vin Denson               |                         |
| 1966 | Lucembursko        | Edy Schütz               |                         |
| 1967 | Belgie             | Frans Brands             |                         |
| 1968 | Lucembursko        | Edy Schütz               |                         |
| 1969 | Itálie             | Davide Boifava           |                         |
| 1970 | Lucembursko        | Edy Schütz               |                         |
| 1971 | Belgie             | André Dierickx           |                         |
| 1972 | Belgie             | Roger Rosiers            |                         |
| 1973 | Francie            | Sylvain Vasseur          |                         |
| 1974 | Belgie             | Freddy Maertens          |                         |
| 1975 | Belgie             | Frans Verbeeck           |                         |
| 1976 | Belgie             | Frans Verbeeck           |                         |
| 1977 | Nizozemsko         | Bert Pronk               |                         |
| 1978 | Belgie             | Ludo Peeters             |                         |
| 1979 | Lucembursko        | Lucien Didier            |                         |
| 1980 | Nizozemsko         | Bert Oosterbosch         |                         |
| 1981 | Sovětský svaz      | Jurij Barinov            |                         |
| 1982 | Francie            | Bernard Hinault          |                         |
| 1983 | Lucembursko        | Lucien Didier            |                         |
| 1984 | Francie            | Christophe Lavainne      |                         |
| 1985 | Nizozemsko         | Jelle Nijdam             |                         |
| 1986 | Nizozemsko         | Steven Rooks             |                         |
| 1987 | Dánsko             | Søren Lilholt            |                         |
| 1988 | Švýcarsko          | Richard Trinkler         |                         |
| 1989 | Nizozemsko         | Michel Cornelisse        |                         |
| 1990 | Francie            | Christophe Lavainne      |                         |
| 1991 | Nizozemsko         | Gert-Jan Theunisse       |                         |
| 1992 | Francie            | Jean-Philippe Dojwa      |                         |
| 1993 | Itálie             | Maximilian Sciandri      | Motorola                |
| 1994 | Nizozemsko         | Frans Maassen            |                         |
| 1995 | Švýcarsko          | Rolf Järmann             |                         |
| 1996 | Itálie             | Alberto Elli             |                         |
| 1997 | Belgie             | Frank Vandenbroucke      | Mapei–GB                |
| 1998 | Spojené státy      | Lance Armstrong          | U.S. Postal Service     |
| 1999 | Belgie             | Marc Wauters             | Rabobank                |
| 2000 | Itálie             | Alberto Elli             | Team Telekom            |
| 2001 | Dánsko             | Jørgen Bo Petersen       | Team Fakta              |
| 2002 | Švédsko            | Marcus Ljungqvist        | EDS–Fakta               |
| 2003 | Francie            | Thomas Voeckler          | Brioches La Boulangère  |
| 2004 | Belgie             | Maxime Monfort           | Landbouwkrediet–Colnago |
| 2005 | Maďarsko           | László Bodrogi           | Crédit Agricole         |
| 2006 | Spojené státy      | Christian Vande Velde    | Team CSC                |
| 2007 | Švýcarsko          | Grégory Rast             | Astana                  |
| 2008 | Nizozemsko         | Joost Posthuma           | Rabobank                |
| 2009 | Lucembursko        | Fränk Schleck            | Team Saxo Bank          |
| 2010 | Itálie             | Matteo Carrara           | Vacansoleil             |
| 2011 | Německo            | Linus Gerdemann          | Leopard Trek            |
| 2012 | Dánsko             | Jakob Fuglsang           | RadioShack–Nissan       |
| 2013 | Německo            | Paul Martens             | Blanco Pro Cycling      |
| 2014 | Dánsko             | Matti Breschel           | Tinkoff–Saxo            |
| 2015 | Německo            | Linus Gerdemann          | Cult Energy Pro Cycling |
| 2016 | Nizozemsko         | Maurits Lammertink       | Roompot–Oranje Peloton  |
| 2017 | Belgie             | Greg Van Avermaet        | BMC Racing Team         |
| 2018 | Itálie             | Andrea Pasqualon         | Wanty–Groupe Gobert     |
| 2019 | Španělsko          | Jesús Herrada            | Cofidis                 |
| 2020 | Itálie             | Diego Ulissi             | UAE Team Emirates       |
| 2021 | Portugalsko        | João Almeida             | Deceuninck–Quick-Step   |
| 2022 | Dánsko             | Mattias Skjelmose Jensen | Trek–Segafredo          |
| 2023 | Švýcarsko          | Marc Hirschi             | UAE Team Emirates       |
| 2024 | Itálie             | Tiberi Antonio           | Team Bahrain Victorious |